# 笠懸
笠懸（かさがけ）とは、疾走する馬上から的に鏑矢（かぶらや）を放ち的を射る、日本の伝統的な騎射の技術・稽古・儀式・様式のこと。流鏑馬と比較して笠懸はより実戦的で標的も多彩であるため技術的な難度が高いが、格式としては流鏑馬より略式となり、余興的意味合いが強い。流鏑馬、犬追物と並んで騎射三物と称された。現在は笠掛とも表記する。群馬県新田郡笠懸（かさかけ）町（現みどり市）の名は、源頼朝がこの地で笠懸を行ったことに由来するという。

## 歴史
笠懸の起源は明確ではないが、文献上の初出は平定家の『定家朝臣記』（天喜5年（1057年））で、京都木津河畔の奈良への往還の途次において、当時藤原氏の警護を勤めていた源頼俊の家人達によって行われたという。また、同時代の藤原明衡が著した『新猿楽記』にも記述がある。後世、源頼朝により始められたとする説が流布したが、誤りである。初期の頃は垜（あずち）にかけた綾藺笠（あやいがさ）を的に余興的・遊戯的に行われていたが、後に直径一尺八寸（約55 cm）の木枠・若しくは木板に牛革を張り、中に綿・毛・藁等を入れてクッション状にしたものを的とし、木枠に張り吊るした（上画像参照）。矢は蟇目矢を用いる。戦場での騎射や狩り等の、より実戦的で確実に標的に当てるための稽古として、また余興、騎射の腕を競う勝負事として、儀礼的な側面が強い流鏑馬とは別に独自の発展を遂げた。
笠懸は平安時代から盛んになり始め、鎌倉時代に最盛期を迎える。この頃には犬追物・流鏑馬と並んで「騎射三物」と称され各地で行われた。
室町時代に入り幕府衰退とともに次第に衰退していった。江戸時代中期、徳川吉宗により復興を見るが、明治維新以降は再び衰退する。
現在は武田流、小笠原流等が各々に伝わる作法に則って保存しており、

上賀茂神社の笠懸神事、三浦の道寸祭り、みどり市笠懸などで見る事が出来る。

### 文献での登場
- 『武用辨略』「建仁四年二月十二日 愛甲望月海野等が遠笠懸を射」
- 『高倉院厳島御幸記』「（治承四年四月）五日 頼盛の家にて、かさがけやぶさめなどつかまつらせて御覧ぜさす」
- 『笠懸記』「右大将家の御時にもろもろ作物品々遊されき、中にも遠笠懸、此御代より始れり」
- 『貞丈雑記』「笠掛は、頼朝の時始る由、笠懸聞書に見へたれども非也。寛治六年二月八日 加波多河原[注釈 4]に於て、笠懸射させられたる事、中右記に見へたり」[1]

＊以降、馬場・装束、種類・様式項は流派や地域により多少の差異（的の大きさなど）が見られるため、参考程度として記す。

## 馬場・装束
笠懸の馬場は直線で、長さは1町（約109m）＝五十一杖（一杖は弦を掛けない弓の長さ）である。馬の走路を疏（さぐり）といい、両脇に埒（らち、馬場の柵のこと）を設ける。馬場本（馬場のスタート地点）から三十三杖（約71m）の地点、進行方向左手側に的を設置する。装束は直垂などに行縢を着けるが、袖はくくらず、射籠手も着けない（現在では着用している）。流鏑馬のように笠を冠る事は無く、烏帽子のままである。これはかつて自らの笠を的にしていたためである。

## 種類・様式
笠懸には的の有り様、行われる目的、様式の違いにより数種類ある。
遠笠懸（とおかさがけ）
小笠懸に対する語でいわゆる普通の笠懸。的は直径一尺八寸（約55cm）の円形で鞣し革から造る。これを「疏」から5杖から10杖（約11.35m - 22.7m）離れたところに立てた木枠に紐で3点留めし張り吊るす。的は一つ（流鏑馬は三つ）。矢は大蟇目と呼ばれる大きめの蟇目鏑を付けた矢を用い、馬を疾走させながら射当てる。遠くの的を射る所から「遠笠懸」という。
小笠懸（こかさがけ・おがさがけ）
遠笠掛を射た後に馬場を逆走して射る。的は一辺が四寸から八寸程度（約12cm - 24cm）四方の木製板を竹棹に挟み、「埒」から1杖前後（約2.3m）離れた所に立てる。地上から低くして置かれるため、遠笠懸と違い騎手からは足下に的が見える。矢は小さめの蟇目鏑を付けた矢を用いる。小さな的を射る所から「小笠懸」という。元久年間（1204-1205）以降次第に行われなくなり、堪能な者もいなくなったが、北条時宗は名手であったという（『吾妻鑑』弘長元年（1261年）4月25日条）。2001年のNHK大河ドラマ『北条時宗』では時宗・時輔兄弟が笠懸で競う場面が描かれた（第9話 - 第10話）。
籤笠懸（くじかさがけ）
検見役・日記役を置いた勝負事、競技としてのもの。五対の籤を竹筒に入れ、十人の射手にそれぞれ引かせる。十騎が笠懸を終えた後、相籤となった射手同士で射中てた数から勝敗を決める。
神事笠懸（しんじかさがけ）
神社の祭礼・神事として執り行い、神社へ奉納するためのもの。供物としての鹿、鶉、魚類などを的にする。
百番笠懸（ひゃくばんかさがけ）
祈願・報賽として行われる。一人の射手が百回射る事から「百番笠懸」という。
七夕笠懸（七度笠懸）
七夕に行事として行われたもの。的を七度、または七カ所の的を一度ずつ射る（通常の笠懸は十度射る）。
挟物（はさみもの）
竹棹に扇などを挟み的として射る。余興的側面が強い。「挟物」は笠懸に限った物ではなく、歩射や現在の一般的な弓道でも余興や祭礼・行事等に行われる。